# Esther Duflo
Esther Duflo, född 25 oktober 1972 i Paris, är en fransk-amerikansk nationalekonom.  

## Biografi
Duflo är professor i fattigdomslindrande och utvecklingsekonomi (Poverty Alleviation and Development Economics) vid Massachusetts Institute of Technology i USA.  Hon är också en av grundarna av Abdul Latif Jameel Poverty Action Lab, och utsågs 2009 till MacArthur Foundation Fellow, även känt som "genistipendium".  
Hennes forskning handlar främst om utvecklingsekonomi med fokus på hälsa, utbildning, genus, och politik, och tillhandahållandet av finansiering.  Tillsammans med Abhijit Banerjee, Dean Karlan, Michael Kremer, John A. List, och Sendhil Mullainathan, har hon varit drivande i utvecklingen av experimentella metoder i fält för att upptäcka kausala samband i ekonomi.
Duflo tilldelades Sveriges Riksbanks pris i ekonomisk vetenskap till Alfred Nobels minne 2019 tillsammans med Abhijit Banerjee och Michael Kremer "för deras experimentella ansats för att mildra global fattigdom". Hon är den andra kvinnan i historien att tilldelas priset.
Sedan 2015 är hon gift med sin kollega Abhijit Banerjee och tillsammans har de två barn.

## Utmärkelser
Duflo fick Elaine Bennett Research Prize av American Economic Association år 2003. Detta pris hedrar en kvinnlig ekonom under 40 som har gjort enastående bidrag till något område inom ekonomisk forskning. År 2005 gav Le Monde henne priset som Bästa Unga Franska Ekonom.  Hon fick sitt första hedersdoktorat från Université catholique de Louvain, i Belgien 2010.
Hon mottog 2010 John Bates Clark Medal för ekonomer under 40 års ålder som bedöms ha gjort de viktigaste bidragen till ekonomiskt tänkande och ekonomisk kunskap. Hon är också den första mottagaren av Calvó-Armengol International Prize, som delas ut vartannat år till en ledande ung forskare inom ekonomi eller samhällsvetenskap för bidrag till teori för och förståelse av mekanismerna för sociala relationer.
Den 14 oktober 2019 erhöll Esther Duflo Sveriges Riksbanks ekonomipris till Alfred Nobles minne, tillsammans med Abhijit Banerjee och Michael Kremer.
- Sloan Research Fellowship,  2002
- Elaine Bennett Research Prize,  2002[14]
- CNRS bronsmedalj,  2005[4]
- Prix du meilleur jeune économiste de France,  2005
- MacArthur Fellows Program,  2009
- Fellow of the Econometric Society,  2010[15]
- Hedersdoktor vid Université catholique de Louvain,  2010
- Calvó-Armengol International Prize,  2010
- John Bates Clark-medaljen,  2010
- CNRS innovation medal,  2011[16]
- Officer av Nationalförtjänstorden,  2013[17][18]
- Hedersdoktor vid Yale University,  2013
- Dan David-priset,  2013
- John von Neumann-priset,  2013[19]
- Albert O. Hirschman Prize, med  Abhijit Banerjee,  2014[20]
- Infosys Prize,  2014
- Erna Hamburger Prize,  2014
- Prinsessan av Asturiens pris i socialvetenskap,  2015[21]
- Hedersdoktor vid HEC Paris,  2015
- Sveriges riksbanks pris i ekonomisk vetenskap till Alfred Nobels minne, med  Abhijit Banerjee och Michael Kremer,  2019[22]
- Hedersdoktor vid Erasmusuniversitetet i Rotterdam,  2019
- Kommendör av Hederslegionen,  2020[23]
- Hedersdoktor vid Universitetet i Liège,  2023[24]
- Ledamot av British Academy
- Fellow of the American Academy of Arts and Sciences

[Redigera Wikidata]